# Fernando González Ochoa
Fernando González Ochoa né le 24 avril 1895 à Envigado, mort le 16 février 1964 dans la même ville, est un écrivain et philosophe colombien. Il écrit des livres sur la sociologie, l'histoire, l'art, la moralité, l'économie, l'éthique, l'épistémologie et la théologie. Parmi les œuvres les plus connues figurent Voyage à pied, Mon Simón Bolívar, L'hermaphrodite endormi, Santander, Don Mirócletes et Le maître d'école.

## Biographie

### Premières années
Fernando González Ochoa est né et a grandi à Envigado, une municipalité située au sud-est de la Vallée d'Aburrá. Fils de Daniel González, et de Pastora Ochoa, son père est professeur des écoles, et homme d'affaires. Il est le deuxième d'une fratrie de sept. Dans son enfance, il est envoyé étudier au collège La Presentación, d'où il sera expulsé. La même chose se produit lorsque les jésuites de l’école San Ignacio de Medellín l’ont marginalisé en cinquième année de lycée pour avoir lu Arthur Schopenhauer et Friedrich Nietzsche, ainsi que d’autres auteurs interdits, et pour remettre en question le « premier principe philosophique » devant le père Quirós. Il est alors accusé de scepticisme religieux, bien que ses traités sur la réflexion théologique soient considérés à ce jour comme d'une énorme valeur intellectuelle.

### Cercle intellectuel
En 1915, il rejoint Los Panidas, un groupe de jeunes rebelles parmi lesquels se trouvent d'autres personnalités notables comme le poète Fidel Cano, avec un prologue du journaliste Pensées d'un vieil homme. L'année suivante, il publie son premier livre, Ricardo Rendón et le caricaturiste León de Greiff.
En 1919, il obtient son diplôme en droit à l'Université d'Antioquia. Son travail de troisième cycle, une étude de sociologie intitulée Le droit de ne pas obéir, n'est pas bien accueilli par les directeurs de l'institution. Fernando González, pressé par les circonstances, apporta quelques modifications et le publie sous le titre  Una tesis.

### Fonctions
En 1921, il est nommé magistrat du Tribunal supérieur de Manizales. L'année suivante, il épouse Margarita Restrepo Gaviria, fille de l'ancien président de la République Carlos Eugenio Restrepo à Medellín. Ils ont cinq enfants. Le plus jeune d'entre eux est le leader politique Simón González Restrepo.
En 1928, il est nommé deuxième juge civil du circuit de Medellín. Il rencontre Benjamín Correa, son secrétaire, avec qui il noue une étroite amitié. En sa compagnie, il parcourt plusieurs villages d'Antioquia, Caldas et Manuel José Caycedo de Medellín, archevêque, publié en 1929. Le livre Viaje a pie est interdit pour péché mortel, l'un de ses livres les plus populaires.

## Œuvres
- (1916) Pensamientos de un viejo
- (1916) El payaso interior
- (1919) Una tesis - El derecho a no obedecer
- (1922 - 1934) Correspondencia
- (1929) Viaje a pie
- (1930) Mi Simón Bolívar
- (1932) Don Mirócletes
- (1933) El hermafrodita dormido
- (1934) Mi compadre
- (1934) Salomé
- (1935) El remordimiento
- (1935) Cartas a Estanislao.
- (1936) Los negroides
- (1936) Don Benjamín, jesuita predicador
- (1936) Nociones de izquierdismo
- (1936 - 1945) Revista Antioquia
- (1940) Santander
- (1941) El maestro de escuela
- (1942) Estatuto de valorización
- (1944 - 1963) Mis cartas de Fernando González
- (1945) Arengas políticas
- (1950 - 1959) Cartas a Simón
- (1959) Libro de los viajes o de las presencias
- (1960) Fernando González visto por sí mismo
- (1962) La tragicomedia del padre Elías y Martina la velera
- (1963) El pesebre
- (1963 - 1964) Las cartas de Ripol